# Andriej Koletwinow
Andriej Fiedotowicz Koletwinow (ros. Андрей Федотович Колетвинов, ur. 1897 we wsi Skorowarowka w guberni tulskiej, zm. 28 lipca 1938) – radziecki działacz partyjny i państwowy.

## Życiorys
Od 1918 należał do RKP(b), 1918-1921 był sekretarzem i zastępcą przewodniczącego rady powiatowej w Jefriemowie, a 1919 członkiem powiatowego komitetu rewolucyjnego w Jefriemowie. Od 1921 pracował w Komitecie Wykonawczym Tulskiej Rady Gubernialnej, potem został naczelnikiem milicji robotniczo-chłopskiej w Tule, 1930-1934 był przewodniczącym komitetu wykonawczego wieniewskiej rady rejonowej w obwodzie moskiewskim, a 1934-1937 przewodniczącym komitetu wykonawczego tulskiej rady rejonowej w obwodzie moskiewskim. Do października 1937 był zastępcą przewodniczącego Komitetu Wykonawczego Moskiewskiej Rady Obwodowej, a od października 1937 do kwietnia 1938 przewodniczącym Komitetu Organizacyjnego Prezydium WCIK na obwód tulski.
7 kwietnia 1938 został aresztowany, 28 lipca 1938 skazany na śmierć przez Wojskowe Kolegium Sądu Najwyższego ZSRR pod zarzutem udziału w kontrrewolucyjnej organizacji terrorystycznej i rozstrzelany. 8 lutego 1956 pośmiertnie zrehabilitowany.